# Charles Camarda
Charles Camarda (New York, 8 maggio 1952) è un ex astronauta e ingegnere statunitense.
Ha partecipato alla missione STS-114 dello Space Shuttle come specialista di missione. Si è laureato presso il Polytechnic Institute of New York University nel 1974.